# Marta Canessa
Marta Canessa Albareda (Montevidéu, 16 de dezembro de 1936) é uma historiadora, escritora e professora uruguaia. Foi primeira Dama do Uruguai, durante dois mandatos, por seu casamento com o ex presidente do Uruguai, Julio María Sanguinetti.

## Biografia
Sua mãe foi a escritora María de Montserrat. Tem dois filhos, Julio Luis e Emma, e quatro netos.
Foi membro da Comissão Especial Permanente da Cidade Velha de Montevidéu durante 15 anos. Também foi membro do Conselho Honorario das obras de Preservação e Reconstrução da Colônia do Sacramento, mais tarde declarada Património da Humanidade pela Unesco. Foi premiada com a Grande Cruz da Ordem Nacional de Mérito em França e com a Grande Cruz da Ordem de Isabel a Católica em Espanha.
É membro da Real Academia de História de Espanha, bem como também da Real Academia de História de Venezuela, Colômbia e República Dominicana.
Tem escrito obras de referência e ensaios.

## Obra
- 1976, Rivera: um Oriental liso e plano (Edições da Banda Oriental, Montevideo)
- 1976, Cidade Velha de Montevideo.
- 2000, O bem nascer. Limpeza de oficios e limpeza de sangue. Raízes ibérias de um mau latinoamericano. (Montevideo, Alfaguara, reeditado por Taurus, 2014).